# 라플라스 수
라플라스 수(La),(수라트만 수(Su)로도 알려짐)는 유체역학에 쓰이는 무차원 수로서, 표면장력과 운동량수송도의 비율을 나타내기 위해 쓰인다.
라플라스 수는 다음과 같이 정의된다.
{\displaystyle La=Su={\frac {\sigma \rho L}{\mu ^{2}}}\,}
여기서
- σ = 표면장력
- ρ = 유체의 밀도
- L = 길이 특성(characteristic length)
- μ = 점성

라플라스 수는 레이놀즈 수, 베버 수와 다음과 같은 관계를 가진다.
{\displaystyle La={\frac {Re^{2}}{We}}\,}

## 같이 보기
- Ohnesorge number - 라플라스 수와 {\displaystyle La=Oh^{-2}} 의 관계를 가지는 수.